# Mirko Korolija
Mirko Korolija (Kistanje, 9. septembar 1886 — Šibenik, 10. jul 1934) srpski je književnik i političar.

### Biografija
Mirko Korolija je rođen u Kistanjama u Bukovici. Otac Ćirilo bio je sekretar kistanjske opštine, a majka Marija, rođena Cvijetić, rodom iz Drniša, bila je upravnica Kistanjske pošte.  Osnovnu školu je završio u rodnim Kistanjama. U Zadru upisuje „Cesarsko Kraljevsku Veliku Gimnaziju“ gdje počinje pisati pjesme, a prve stihove objavljuje već 1898. godine u Nevenu Jove Jovanovića Zmaja. Profesor maternjeg jeazika mu je Vladimir Nazor. U Pragu Korolija završava pravni fakultet na kojem stiče zvanje doktora pravnih nauka. U to vrijeme objavljuje u svim značajnim srpskim i hrvatskim časopisima. Od 1912. godine službovao je u Kistanjama, a potom u Zadru do 1919. godine kada je postavljen za sekretara Ministarstva prosvjete u Beogradu.
Bavljenje politikom je započeo 1921. godine u članstvu Jugoslovenske napredne nacionalne omladine, a od 1922. je predsjednik Direktorijuma Organizacije jugoslovenskih nacionalista, Orjune. Zbog svoje bolesti penzionisan je 1922. godine, ali je i dalje radio kao dramaturg u Splitskom pozorištu. Od 1925. godine sve je manje politički aktivan ali i dalje piše tekstove u Orjuninom listu Pobjeda. Za upravnika  Oblasnog narodnog pozorišta u Sarajevu postavljen je 1928. godine. Od 1930. godine u Politici objavljuje seriju putopisno-reportažnih tekstova o krajevima i narodu sjeverne Dalmacije, Primorja.
Umro je u Šibeniku, gde je i sahranjen, a njegovi zemni ostatci su 1950. godine preneseni u porodičnu grobnicu u Kistanje
Od 2008. godine ulica Nova 29, u Busijama, prigradskom naselju Beograda, nosi ime po Mirku Koroliji.

## Djela
- Pesme, 1914.
- Zidanje Skadra, lirska drama, premjerno prikazana u HNK u Zagrebu, 1920.
- Nove pesme, 1930.
- Pesme, Srpska književna zadruga, Beograd 1933.
- Izabrana dela, priredio Jovan Radulović, Srpska književna zadruga i BIGZ, Beograd 1996.

## Literatura
- Ljetopis Srpskog kulturnog društva „Prosvjeta“, svezak tri, Zagreb 1998.